# Combe Martin
Combe Martin es una localidad situada en el condado de Devon, en Inglaterra (Reino Unido), con una población en 2016 de 2656 habitantes.
Se encuentra ubicada en el centro-norte de la península del Suroeste, cerca de la ciudad de Exeter y de la orilla del canal de Bristol (océano Atlántico).